# یکشنبه‌ای فوق‌العاده
یکشنبه‌ای فوق‌العاده (انگلیسی: One Wonderful Sunday) فیلمی در ژانر رمانتیک و درام به کارگردانی آکیرا کوروساوا است که در سال ۱۹۴۷ منتشر شد.